# Secret Society of Super Villains
De Secret Society of Super Villains (SSoSV) is een superschurkenteam uit de strips van DC Comics. De SsoSV maakte zijn debuut in zijn eigen stripserie in mei 1976, als tegenpool voor de Justice League of America.

## Geschiedenis

### Darkseid's Society
De eerste Society werd opgericht door Darkseid. Al vanaf het begin had het team te kampen met interne problemen. Lex Luthor, the Wizard, en Funky Flashman wilden allemaal de macht overnemen binnen de groep. Toen de groep de ware identiteit van hun oprichter ontdekte, keerden ze zich tegen hem. Om deze opstand de kop in te drukken stuurde Darkseid Mantis en Kalibak naar de aarde. Uiteindelijk offerde Manhunter zich op om Darkseid te stoppen. Kort daarna splitste het team.
Deze incarnatie van de Society vocht vaak tegen de Justice League.
Na de versplintering leidden Wizzard en Lex Luthor tijdelijk hun eigen versies van de Society. Deze hielden ook niet lang stand.

### Ultra-Humanite's Society
De volgende incarnatie van de Secret Society werd opgericht door de Ultra-Humanite, die vijanden van zowel de Justice League als Justice Society of America bijeen riep.
Deze incarnatie van de Society werd verraden door de Ultra-Humanite, die zijn eigen plannen bleek te hebben. Hij werd verslagen, en de hele groep gearresteerd. Ultra-Humanite contacteerde zijn jongere versie uit 1942 die de groep hielp ontsnappen. De hele Society reisde toen terug naar het verleden en vocht tegen de All-Star Squadron. Na een nederlaag tegen dit team keeren ze weer terug naar de toekomst.

### Ondergronds
De SSoSV werd in de loop der tijd een ondergrondse organisatie met tientallen leden, verspreid over de wereld. Toen de Justice League nieuw leven in werd geblazen, infiltreerden de helden van de League bij de Society om deze van binnenuit te kunnen vernietigen. Ze lokten de schurken naar een centrale plaats, waar ze werden verslagen door de League of hero's.

### Lex Luthor's Society
Het duurde een tijdje voordat de SSoSV weer nieuw leven ingeblazen werd. Dit gebeurde uiteindelijk door Alexander Luthor, Jr., die zich voordeed als Lex Luthor. Leden van zijn team waren Calculator, Dr. Psycho, Deathstroke, Talia al Ghul, en Black Adam.
Alexander Luthor's intentie was om een aantal superhelden te vangen die connecties hadden met het multiversum, om zo het multiversum te herscheppen zoals hij het wilde. Alexander hield dit plan geheim voor zijn teamgenoten.
Alexanders Society werd uiteindelijk groter dan alle voorgaande incarnaties bij elkaar. Bijna elke superschurk van het DC Universum werd lid van de groep. Enige uitzondering was The Joker, omdat hij “te wild” zou zijn.
De groep, die zichzelf nu gewoon The Society noemde, was aanwezig bij de grootste veldslag tussen superhelden en schurken ooit, de “Battle of Metropolis”. Naderhand viel het team uiteen. Alexander werd vermoord door de Joker. Black Adam verraadde het team al gedurende de strijd.

## In andere media
In de animatieserie Justice League richtten Gorilla Grodd en Giganta een Secret Society of Super Villains op samen met Shade, Sinestro, Killer Frost, en Parasite. De groep versloeg de Justice League bij het eerste gevecht, maar werd bij een tweede confrontatie verslagen.